# Kosmos 496
Kosmos 496 ist die Tarnbezeichnung für einen unbemannten Flug des sowjetischen Raumschiffs Sojus, das im Sommer 1972 Tests in der Erdumlaufbahn durchführte. Es war in der Sowjetunion üblich, nur erfolgreichen Missionen einen offiziellen Namen zu geben. Fehlgeschlagene Flüge wurden meistens gar nicht und Testflüge lediglich unter der allgemeinen Tarnbezeichnung Kosmos bekanntgegeben.

## Der Flug
Der Start erfolgte am 26. Juni 1972 um 14:53 Uhr UTC vom sowjetischen Weltraumbahnhof Baikonur an Bord einer Sojus-Rakete. Im All wurden die gesamten Systeme getestet, die nach dem Sojus-11-Unglück verbessert wurden. Die Landung erfolgte am 2. Juli 1972 um 13:54 UTC.